# Gefangenen-Beitragsverordnung
Die Verordnung über die Pauschalberechnung der Beiträge zur Arbeitsförderung für Gefangene (Gefangenen-Beitragsverordnung – GefBeitrV) regelt im Bereich des SGB III die Berechnung der Beiträge zur Arbeitslosenversicherung für Gefangene, die in einer deutschen Vollzugsanstalt beschäftigt sind. Die Ermächtigungsgrundlage ist § 352 Abs. 3 SGB III.
Abweichend von den normalen Berechnungsregeln bemessen sich die Beiträge zur Arbeitslosenversicherung wie folgt:
- die Beitragsbemessungsgrundlage in Höhe von 90 Prozent der Bezugsgröße (§ 345 Abs. 3 SGB III)
- die Anzahl der Tage, an denen der Gefangene beschäftigt war, im Verhältnis zur Anzahl der Arbeitstage eines Jahres (pauschal werden 250 Arbeitstage angenommen)
- der aktuelle Beitragssatz in Prozent

Durch die Multiplikation dieser drei Beiträge miteinander wird die Höhe der Beiträge zur Arbeitslosenversicherung berechnet.
Die Beiträge sind drei Monate nach Ablauf des Kalenderjahres fällig.